# 7140
7140（七千百四十、ななせんひゃくよんじゅう）は、自然数また整数において、7139の次で7141の前の数である。

## 性質
- 7140は合成数であり、約数は 1, 2, 3, 4, 5, 6, 7, 10, 12, 14, 15, 17, 20, 21, 28, 30, 34, 35, 42, 51, 60, 68, 70, 84, 85, 102, 105, 119, 140, 170, 204, 210, 238, 255, 340, 357, 420, 476, 510, 595, 714, 1020, 1190, 1428, 1785, 2380, 3570, 7140 である。
  - 約数の和は24192。
- 7140 = 1 + 2 + 3 + 4 + 5 + 6 + 7 + 8 + 9 + 10 + … + 118 + 119
  - 119番目の三角数である。1つ前は7021、次は7260。
  - 三角数が過剰数になる44番目の数である。1つ前は6786、次は7260。(オンライン整数列大辞典の数列 A074315)
  - 三角数がハーシャッド数になる49番目の数である。1つ前は5886、次は7260。
- 60番目の六角数である。1つ前は6903、次は7381。
- 34番目の三角錐数である。1つ前は6545、次は7770。
- 7140 = 119 × 120/6 = 34 × 35 × 36/6
  - 三角数が三角錐数になる最大の数である。1つ前は1540。三角数でも三角錐数でもある数は 1, 10, 120, 1540, 7140 の5つのみである。(オンライン整数列大辞典の数列 A027568)
- 7140 = 84 × 85
  - 84番目の矩形数である。1つ前は6972、次は7310。
    - 矩形数が三角数になる3番目の数である。1つ前は210、次は242556。(オンライン整数列大辞典の数列 A029549)

  - 7140 = 841 + 842 = 852 − 851、この形の数の1つ前は6972、次は7310。
- 7140 = 2 × 42 × (2 × 42 + 1)
  - n = 42 のときの 2n(2n + 1) の値とみたとき1つ前は6806、次は7482。(オンライン整数列大辞典の数列 A002943)
- 7140 = 14 × 15 × 16 × 17/8
  - n = 14 のときの n(n + 1)(n + 2)(n + 3)/8 の値とみたとき1つ前は5460、次は9180。
- 7140 = 6 × 34 × 35
  - n = 34 のときの 6n(n + 1) の値とみたとき1つ前は6732、次は7560。(オンライン整数列大辞典の数列 A049598)
- 7140 = 3 × 40 × (40 × 3 − 1)/2
  - n = 40 のときの 3n(3n − 1)/2 の値とみたとき1つ前は6786、次は7503。(オンライン整数列大辞典の数列 A062741)
- 7140 = 2 × 30 × (4 × 30 − 1)
  - n = 30 のときの 2n(4n − 1) の値とみたとき1つ前は6670、次は7626。(オンライン整数列大辞典の数列 A014635)
- パスカルの三角形(二項係数)に6回出現する4番目の数である。1つ前は1540、次は11628。(オンライン整数列大辞典の数列 A098565)
- 1196番目のハーシャッド数である。1つ前は7128、次は7146。
- 7140 = 22 × 3 × 5 × 7 × 17
  - 5つの異なる素因数の積で p2 × q × r × s × t の形で表せる4番目の数である。1つ前は6930、次は7980。
- n = 7140 のとき n と n − 1 を並べた数を作ると素数になる。n と n − 1 を並べた数が素数になる460番目の数である。1つ前は7132、次は7144。(オンライン整数列大辞典の数列 A054211)
- 約数の和が7140になる数は3個ある。(4076, 4394, 6617) 約数の和3個で表せる141番目の数である。1つ前は7130、次は7152。